# Мостовий Володимир Павлович
Володи́мир Па́влович Мостови́й  (10 березня 1947, Перегонівка, Голованівський район, Кіровоградська область, Українська РСР — 9 листопада 2023, Київ, Україна) — заввідділу будівництва видання «Прапор комунізму» (1978-1990), перший головний редактор і засновник тижневика «Дзеркало тижня» (з жовтня 1994), голова Комісії з журналістської етики (з вересня 2001); член Комісії з питань біоетики (з грудня 2001), член Ради конкурентоспроможності України.

## Біографія
У 1972 році закінчив факультет журналістики Київського національного університету ім. Т. Г. Шевченка.
1978—1990 — журналіст, заввідділу будівництва видання «Прапор комунізму».
1990 — заступник головного редактора газети «Хрещатик».
2002 р. на Міжнародному фестивалі журналістики «Віра. Надія. Любов» Володимирові Мостовому надано звання «Керівник мас-медіа року».
2003 р. Мостовий отримав другу премію німецького медіафонду «Шпаркассе Лейпциг» — «За свободу і майбутнє засобів масової інформації».
Захоплення: нумізматика.

### Кар'єра
- З 1 березня 1967 року — завідувач відділу листів і масової роботи, газета «Трибуна хлібороба» Талалаївського району Чернігівської області.
- 1967—1969  — газета Київського м'ясокомбінату «Харчовик», м. Київ, заступник редактора.
- 1970—1975 — завідувач відділу, журнал «Радянська школа».
- 1976—1977  — старший кореспондент газети «Вечірній Київ».
- 1978—1990 — заввідділу радянського будівництва газети «Прапор комунізму».
- 1990—1994  — заступник головного редактора, головний редактор газети «Хрещатик».
- 1994–2010 — головний редактор газети «Дзеркало тижня»[7].

## Родина
- батько: Павло Миколайович (1904—1972)
- мати: Віра Костянтинівна (1909—1997) — агрономи;
- дружина: Валентина Володимирівна (1947) — біолог;
- дочка: Мостова Юлія Володимирівна (1968) — журналіст;
- син: Олексій (1974) — журналіст.

## Критика

Стаття Мостового у газеті «Прапор комунізму» від 5.03.1989 «Гра в політику на свіжому повітрі»

Володимиру Мостовому, як засновнику і незмінному голові комісії з журналістської етики, закидали публікацію неетичної статті в газеті «Прапор комунізму» 5 березня 1989 року під назвою «Гра в політику на свіжому повітрі», у якій містяться образи на адресу дисидентів Ілька Кучеріва, Сергія Набоки та Сергія Федоринчика. Зокрема, у статті не збалансовані думки, критики називали статтю типовим продуктом радянської пропаганди.